# رقیه بنت محمد
رقیه دختر محمد (به عربی: رقية بنت محمد) دومین دختر محمد بن عبدالله و خدیجه بنت خویلد بود. او نخست به عقد عتبه بن ابی‌لهب درآمد. پس از آن که محمّد دعوی پیامبری کرد، عتبه او را طلاق داد. محمّد، دخترش رقیه را به عثمان بن عفان تزویج کرد و از او پسری به نام عبدالله بن عثمان به دنیا آورد. رقیه سال دوم هجرت، در بیست و دو سالگی در مدینه درگذشت، محمد بر پیکر او نماز گزارد و در قبرستان بقیع به خاک سپرده شد. وی دختری با چشم‌های سیاه و موهایی بلند بود.

## اوایل زندگی
رقیه که در حدود سال ۶۰۱ یا ۶۰۲ میلادی در مکه به دنیا آمد، فرزند سوم و دومین دختر محمد و خدیجه، محسوب می‌شود.

## زندگی زناشویی

### ازدواج با عتبه
او قبل از سال ۶۱۰ با پسر عمویش عتبه بن ابی‌لهب ازدواج کرد، اما ازدواج هرگز انجام نشد.
رقیه با مرگ مادرش مسلمان شد. هنگامی که محمد در سال ۶۱۳ شروع به موعظه آشکار کرد، قریش به محمد یادآوری کردند که "او را از مراقبت از دخترانش راحت کردند" و تصمیم گرفتند آنها را برگردانند تا او مجبور شود با هزینه خود از آنها حمایت کند. به عتبه گفتند که اگر رقیه را طلاق دهد «دختر ابان بن سعید بن العاص یا دختر سعید بن العاص» را به او می دهند.
پس از آنکه محمد به ابولهب هشدار داد که به جهنم خواهد رفت، ابولهب گفت که دیگر با پسرش صحبت نخواهد کرد مگر اینکه رقیه را طلاق دهد، که عتبه بر این اساس چنین کرد.

### ازدواج با عثمان
در سال ۶۱۵ رقیه با یکی از اصحاب برجسته محمد به نام عثمان بن عفان ازدواج کرد. و او را در اولین مهاجرت به حبشه همراهی کرد، جایی که او دچار سقط جنین شد. در سال ۶۱۶ به حبشه بازگشتند، و در آنجا رقیه پسری به نام عبدالله در سال ۶۱۹ به دنیا آورد.در سال ۶۲۱ رقیه دختری به دنیا اورد و انقدر ان دختر زیبا بود که اسمش را لیله گذاشت لیله در سن ۱۲ سالگی به عقد عمر بن خطاب درامد و  عبدالله در شش سالگی در مدینه درگذشت. او دیگر فرزندی به دنیا نیاورد.
عثمان و رقیه از جمله کسانی بودند که در سال ۶۱۹ به مکه بازگشتند. عثمان در سال ۶۲۲ به مدینه هجرت کرد و رقیه بعدها به او ملحق شد.

## مرگ
رقیه در مارس ۶۲۵ بیمار شد. عثمان از وظایف نظامی خود معاف شد تا از او پرستاری کند. او اواخر ماه، در روزی که زید بن حارثه با خبر پیروزی آنها در جنگ بدر به مدینه بازگشت، درگذشت.